# Fronteira Lituânia–Rússia
A fronteira entre a Lituânia e a Rússia se estende por 227 km a leste e norte do exclave da Rússia junto do Mar Báltico, o Óblast de Caliningrado (em alemão: Königsberg), separando o mesmo da Lituânia. A lagoa da Curlândia é dividida por esta fronteira.
A fronteira estabelecida ao final da Segunda Guerra Mundial, quando a União Soviética ocupou essa antiga região alemã onde ficava a capital da Prússia Oriental, Conisberga.

## História

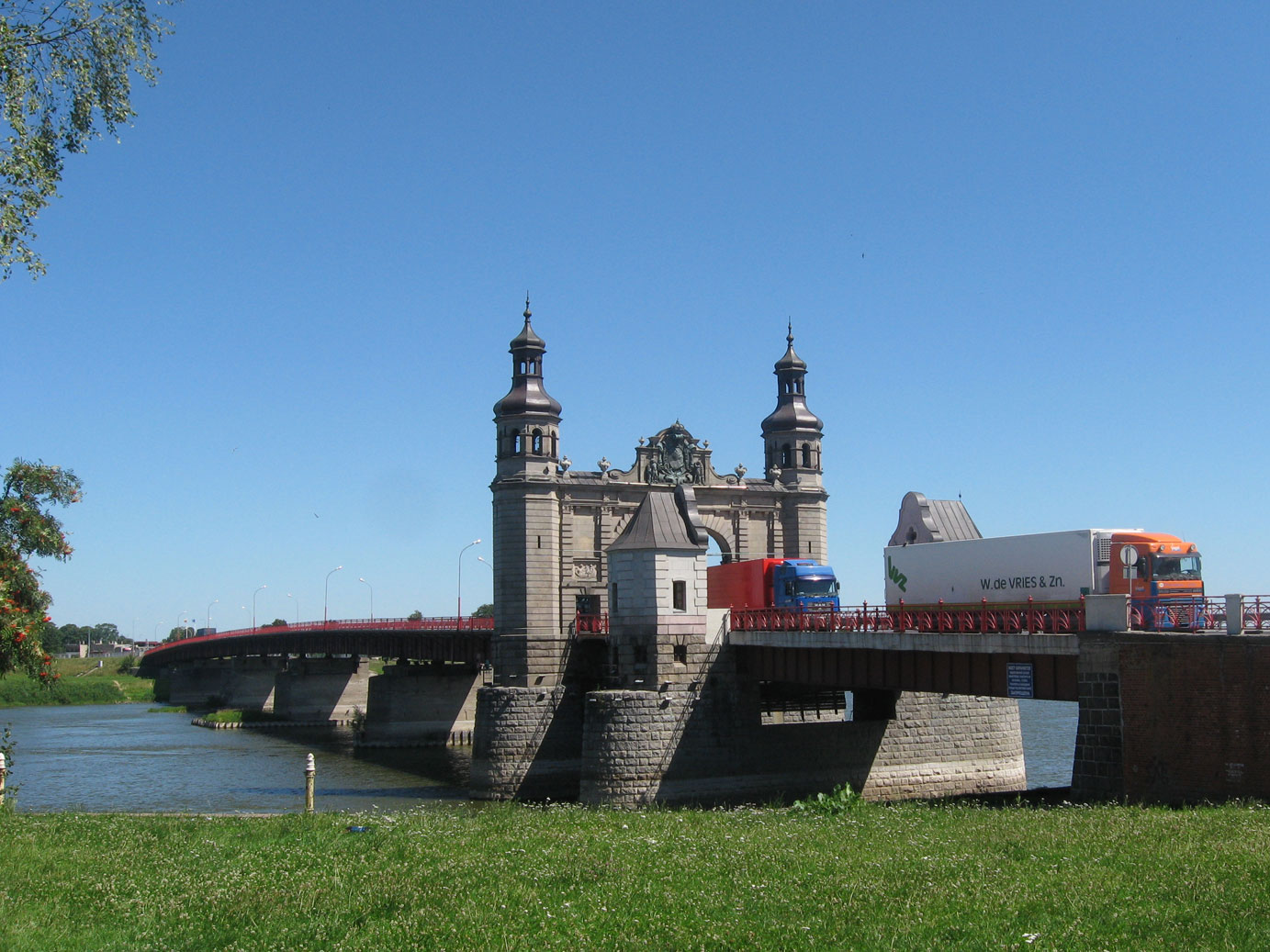
Ponte Rainha Luisa sobre o Niemen em [[Sovetsk (Oblast de Kaliningrado)]|Sovetsk]].

Em 1422, a Paz de Melno, que encerrou a Guerra Golub entre a Ordem Teutônica e a aliança do Reino da Polônia /Grão-Ducado da Lituânia, fixou a fronteira entre os vários beligerantes. Isso permaneceu inalterado até o final da Primeira Guerra Mundial.
Em 1918, a Lituânia tornou-se independente. Os territórios situados ao norte do Rio Niémen, que até então fazia parte da província da Prússia Oriental do então Império Alemão, resultando em um território autônomo que estava sob um protetorado francês, sendo nomeado Território de Memel em referência a este porto situado no Mar Báltico. Quando o território foi ocupado e anexado pela Lituânia em 1923, o Niémen marcou assim a fronteira da Lituânia com a Alemanha.
Após a chegada de Hitler ao poder em Berlim, não deixou de reivindicar o referido território, conseguindo finalmente em 1938 a restituição do porto de Memel. A derrota do Terceiro Reich em 1945, restaurou a rota anterior em benefício da União Soviética, que anexou completamente o país e o transformou na  RSS da Lituânia, enquanto a parte norte da antiga província alemã da Prússia Oriental tornou-se o Oblast de Kaliningrado integrado à SFSR da Rússia.
Assim a fronteira internacional foi por 46 anos a linha de demarcação entre dois estados membros da federação soviética até que a Lituânia recuperou sua independência novamente em 1991. Em 1997, ambos os países assinaram um acordo de fronteira, que eliminou o absurdo da fronteira. Por exemplo, Lake Vištytis foi dividido entre os estados, já que quase toda a área do reservatório fazia parte da Rússia e, portanto, pescadores e nadadores do lado lituano cruzaram inadvertidamente a fronteira internacional. Em troca, a Rússia recebeu compensação territorial adequada em outras áreas. O tratado entrou em vigor em 2003.

## Traçar
Predefinição:Múltipla imagem
Localizada a sudoeste da Lituânia, ela começa no Mar Báltico, corta o istmus e a Curonian Lagoon e segue o Niémen em um oeste- direção leste. O rio marca aproximadamente metade do comprimento da fronteira antes de seguir uma direção norte-sul ao nível da cidade lituana de Smalininkai. Estende-se a leste pelas fronteiras Lituânia-polonês e Polônia-russa, com as quais forma um trifinium.
Um acordo celebrado em abril de 2004 entre a Rússia e a União Europeia isenta de taxas alfandegárias os trânsitos pelo território lituano.

## Passagem de fronteira
| Image | Lituânia/Paso                    | Russia/Paso                  | Type             | Status  | Coordenadas                  |
| ----- | -------------------------------- | ---------------------------- | ---------------- | ------- | ---------------------------- |
|       | Nida (167)                       | Morskoe (R515)               | Carretera        | Activo  | 55° 16′ 47″ N, 20° 57′ 50″ L |
|       | Pagėgiai                         | Sovetsk                      | Tren             | Activo  | 55° 05′ 27″ N, 21° 53′ 12″ L |
|       | Panemunė (A12 / E77)             | Sovetsk (A216 / E77)         | Carretera        | Activo  | 55° 05′ 01″ N, 21° 54′ 21″ L |
|       | Ramoniškiai (184)                | Pogranichnyy (27K-105)       | Carretera        | Activo  | 55° 03′ 35″ N, 22° 35′ 30″ L |
|       | Kybartai (A7 / E28)              | Chernyshevskoye (E28)        | Carretera y Tren | Activo  | 54° 38′ 30″ N, 22° 44′ 38″ L |
|       | Kudirkos Naumiestis (Vytauto g.) | Kutuzovo, Kutuzovo (P509)    | Carretera        | Cerrado | 54° 46′ 34″ N, 22° 51′ 18″ L |
|       | Vištytis (200)                   | Malaya Belozernoye (27K-210) | Carretera        | Cerrado | 54° 27′ 13″ N, 22° 42′ 11″ L |